# Taijiquan stile Wu
Il pugilato del sommo polo stile Wu (吳式太極拳T, 吴式太极拳S,  Wúshìtàijíquán P,  wu shih t'ai chi ch'uan  W) è una arte marziale cinese, ed è una delle varie ramificazioni del Taijiquan. Fu creato da Quan You (全佑,1834-1902), un Mancese, che viveva in Daxing, in Hebei e che aveva servito come guardia del corpo presso la corte imperiale. Il nome Wu (吴)venne introdotto dal figlio di Quan You , Jianquan (1870-1942), che lo scelse come proprio nome di famiglia quando decise di naturalizzarsi cinese.
Quan You aveva appreso lo Stile Yang da Yang Luchan e da Yang Banhou, in particolare praticava la forma Xiaojia (Piccola Struttura).  
Questo ramo è caratterizzato da posture più “piccole” rispetto al Taijiquan della famiglia Yang.